# Julius Villiam Gudmand-Høyer
Julius Villiam Gudmand-Høyer (13. juni 1841 – 8. september 1915) var en dansk lærer, bibliotekar og forfatter af romaner og skuespil.
Han fødtes i København, men flyttede øjensynligt til Nykøbing Falster med familien mens han endnu var dreng. Faderen var hattemager. Efter skolen kom han i handelslære i en lokal butik, men fra 1861-1864 uddannede han sig til lærer på Jelling Seminarium. Derefter blev han huslærer hos godsforvalteren på Korselitse. I 1866 oprettede han landboskolen i Bregninge. Fra 1869-1913 var han lærer i Nykøbing F. og fra 1870 var han desuden bibliotekar ved Den classenske Bogsamling i Nykøbing, forløberen for det nuværende Guldborgsund hovedbibliotek.
Den classenske Bogsamling i Nykøbing F. var offentlig tilgængelig fra 1839. Den havde lokale i den gamle rådhusbygning, og latinskolens rektor førte tilsyn med den. I sine boganskaffelser fulgte Gudmand-Høyer "bogsamlingens gamle, faste princip, at der fra den aldrig udlånes nogen bog, som ikke enhver husfader kan lade sin unge datter læse højt for hele familiekredsen. De der eftersøge Rocambole, Émile Zola, Wied og lignende" henvises til bogladens lejebibliotek. Også folk fra landdistrikterne kunne låne. Svende, lærlinge og tyende måtte skaffe sikkerhedsbevis fra deres husbond. Der var åbent hver lørdag kl. 10-4. "Skulde Bogsamlingen undtagelsesvis nogen enkelt af disse Løverdage være lukket, vil saadant blive bekjendtgjort Dagen forud i Lolland-Falsters Stifts-Tidende og ved Opslag paa Bogsamlingens Dør", hedder det i den bogfortegnelse fra 1878, som Gudmand-Høyer fremstillede. 
Samtidig med at han således passede lærergerningen og det lokale bibliotek, stiftede han familie og fik 9 børn og desuden skrev han en del romaner og 3 skuespil samt diverse andre ting. Hans største succes var uden tvivl det lokalhistoriske drama om ”Sorte Ellen og hendes søn”, der først tryktes som føljeton i 1876 i Lolland-Falsters Folketidende og senere udkom i bogform flere gange, efter sigende endda i USA. Historien blev senere dramatiseret, sandsynligvis af Gudmand-Høyer selv. 
Fortællingen er baseret på en virkelig historie, der tildrog sig i Frejlev på Sydøstlolland i 1533 i tilknytning til ”Grevens Fejde”. Bønderne i Frejlev slog angiveligt en ridefoged fra kongsgården Ålholm ihjel, men slap i sidste ende for anden straf end at skulle levere 24 kridhvide okser med røde ører til kongen. Da det ikke lykkedes, og de forsøgte at snyde, blev de dømt til at rejse det såkaldte Skalkekors, der stadig står, som et af ganske få vejkors i Danmark. Gudmand-Høyer pakker denne historiske tildragelse ind i en kærligheds- og skæbnefortælling. Bogen kan stadig lånes på de lokale biblioteker, og skuespillet blev opført 9 gange ved fremkomsten, atter i 1936, i 1946 og senest i 1984 i anledning af Nysteds 575 års købstadsjubilæum. 
Gudmand-Høyers bøger regnes for at tilhøre de såkaldte skolelærerlitteratur, en genre, der blomstrede fra midten af 1800-tallet til 1. Verdenskrig, især blandt jyske landsbylærere. Gudmand-Høyer var dog atypisk, fordi han hele livet boede i en by og fortrinsvis skrev historiske romaner og fortællinger.